# Park przy ul. Konnej w Łodzi
Park Miejski przy ulicy Konnej – obszar zieleni miejskiej położony w Łodzi w dzielnicy Górna (Ruda Pabianicka) pomiędzy ulicami Konną, Wyścigową, Ksawerowską i Długą, który powstał na miejscu istniejącego tam do czasów II wojny światowej toru wyścigów konnych.

## Opis
Park zajmuje teren o powierzchni ok. 40 ha. Jest miejscami otwarty, ale z dużą ilością zagajników i krzewów ograniczających widoczność. Budynki na rogu ulic Wyścigowej i Długiej są własnością prywatną. Część terenu jest podmokła, w części północno-zachodniej znajduje się zbiornik wodny. Istnieje również kanał irygacyjny przecinający teren. Około 300 metrów w linii prostej od zachodniej granicy terenu przebiega ulica Pabianicka. Około 500 metrów w linii prostej dzieli wschodnią granicę parku od Stawu Stefańskiego.
W 2005 roku prezydent Łodzi Jerzy Kropiwnicki oznajmił, że na terenie parku planowana jest budowa ekskluzywnego osiedla domów.
Obecnie ten obszar nie ma infrastruktury charakterystycznej dla parku miejskiego; ubitych traktów pieszych, ławek, oświetlenia etc. Jest to teren częściowo zamknięty, zaniedbany, nieprzystosowany do jazdy rowerem i miejscami też do spacerów. 

### Historia wyścigów
- 1902, 1907 i 1908 rok – odbywały się wyścigi o charakterze towarzyskim;
- 1909 rok – powstało Łódzkie Towarzystwo Wyścigowe, od tego czasu urządzano regularne zawody w Rudzie Pabianickiej;
- 5 września 1923 roku – po I wojnie światowej Adam Nieniewski rozpoczął agitację w celu wznowienia wyścigów konnych w Rudzie Pabianickiej i z tego właśnie powodu tego dnia odbył się zjazd sportsmenów i hodowców, co było wynikiem powstania Komitetu Łódzkiego Towarzystwa Zawodów Konnych pod przewodnictwem inicjatora.